# Ramaszéder István
Ramaszéder István, Ramaseder (Budapest, 1878. november 17. – Budapest, 1922. január 27.) magyar nemzeti labdarúgó-játékvezető, banktisztviselő, magánzó.

## Pályafutása
Ramaséder József és Spanitz Terézia fiaként született. 1906. október 4-én Budapesten, az Erzsébetvárosban feleségül vette Faczonyi Gizella Mária Emíliát. Egyházi esküvőjük ugyanaznap a jezsuiták József utcai templomában zajlott. Halálát tüdővész okozta. A Farkasréti temetőben nyugszik.

### Labdarúgóként
1897-től a Budapesti TC (BTC) labdarúgójaként részese volt több hazai és nemzetközi mérkőzésnek. A BTC-Vienna első nemzetközi klubmérkőzésen a BTC az alábbi összeállításban lépett pályára: Stobbe Ferenc – Harsády József, Ashton Tamás – Iszer Károly, Pesky Vilmos, Klebersberg Géza – Ray Ferenc, Yolland Artur, Guttmann (Hajós) Alfréd, Ramaszéder István, Lindner Ernő. 1901-ben visszavonult az aktív labdarúgástól.
| Időpont           | Helyszín                   | Mérkőzés típusa | Mérkőzés                             | Eredmény | Nézők száma |
| ----------------- | -------------------------- | --------------- | ------------------------------------ | -------- | ----------- |
| 1897. október 31. | Millenáris-pálya, Budapest | felkészülési    | BTC–Vienna Cricket and Football-Club | 0 – 2    | 1400        |

### Nemzeti játékvezetés
1901-1904 között 19 bíró vizsga nélkül, 1901-től úgynevezett csapatbíróként az NB I játékvezetőjeként tevékenykedett. Küldési gyakorlat szerint rendszeres partbírói szolgálatot végzett. A nemzeti játékvezetéstől 1904-ben vonult vissza.